# مورو باي
مورو باي (بالإنجليزية: Morro Bay )‏ هي إحدى مدن مقاطعة سان لويس أوبيسبو، كاليفورنيا. تم إعطاءها لقب مدينة في 17 يوليو، 1964.

## المناخ
يظهر الجدول التالي التغييرات المناخية على مدار السنة لمورو باي:
| البيانات المناخية لـمورو باي        | البيانات المناخية لـمورو باي | البيانات المناخية لـمورو باي | البيانات المناخية لـمورو باي | البيانات المناخية لـمورو باي | البيانات المناخية لـمورو باي | البيانات المناخية لـمورو باي | البيانات المناخية لـمورو باي | البيانات المناخية لـمورو باي | البيانات المناخية لـمورو باي | البيانات المناخية لـمورو باي | البيانات المناخية لـمورو باي | البيانات المناخية لـمورو باي | البيانات المناخية لـمورو باي |
| الشهر                               | يناير                        | فبراير                       | مارس                         | أبريل                        | مايو                         | يونيو                        | يوليو                        | أغسطس                        | سبتمبر                       | أكتوبر                       | نوفمبر                       | ديسمبر                       | المعدل السنوي                |
| ----------------------------------- | ---------------------------- | ---------------------------- | ---------------------------- | ---------------------------- | ---------------------------- | ---------------------------- | ---------------------------- | ---------------------------- | ---------------------------- | ---------------------------- | ---------------------------- | ---------------------------- | ---------------------------- |
| الدرجة القصوى °ف (°م)               | 89 (32)                      | 87 (31)                      | 92 (33)                      | 100 (38)                     | 98 (37)                      | 86 (30)                      | 92 (33)                      | 94 (34)                      | 101 (38)                     | 106 (41)                     | 92 (33)                      | 81 (27)                      | 106 (41)                     |
| متوسط درجة الحرارة الكبرى °ف (°م)   | 65.0 (18.3)                  | 65.6 (18.7)                  | 66.4 (19.1)                  | 66.7 (19.3)                  | 65.7 (18.7)                  | 66.9 (19.4)                  | 68.1 (20.1)                  | 69.1 (20.6)                  | 70.5 (21.4)                  | 71.4 (21.9)                  | 69.2 (20.7)                  | 64.8 (18.2)                  | 67.4 (19.7)                  |
| المتوسط اليومي °ف (°م)              | 54.8 (12.7)                  | 55.9 (13.3)                  | 56.8 (13.8)                  | 57.2 (14.0)                  | 57.9 (14.4)                  | 59.7 (15.4)                  | 61.6 (16.4)                  | 62.3 (16.8)                  | 62.5 (16.9)                  | 61.8 (16.6)                  | 58.8 (14.9)                  | 54.6 (12.6)                  | 58.7 (14.8)                  |
| متوسط درجة الحرارة الصغرى °ف (°م)   | 44.6 (7.0)                   | 46.2 (7.9)                   | 47.3 (8.5)                   | 47.7 (8.7)                   | 50.2 (10.1)                  | 52.5 (11.4)                  | 55.0 (12.8)                  | 55.6 (13.1)                  | 54.6 (12.6)                  | 52.2 (11.2)                  | 48.5 (9.2)                   | 44.5 (6.9)                   | 49.9 (9.9)                   |
| أدنى درجة حرارة °ف (°م)             | 23 (−5)                      | 22 (−6)                      | 28 (−2)                      | 31 (−1)                      | 33 (1)                       | 39 (4)                       | 40 (4)                       | 40 (4)                       | 41 (5)                       | 36 (2)                       | 31 (−1)                      | 22 (−6)                      | 22 (−6)                      |
| الهطول إنش (مم)                     | 3.57 (91)                    | 3.77 (96)                    | 3.29 (84)                    | 1.10 (28)                    | 0.43 (11)                    | 0.08 (2.0)                   | 0.01 (0.25)                  | 0.05 (1.3)                   | 0.24 (6.1)                   | 0.82 (21)                    | 1.40 (36)                    | 2.72 (69)                    | 17.48 (444)                  |
| متوسط أيام هطول الأمطار (≥ 0.01 in) | 7.8                          | 9.2                          | 7.8                          | 4.9                          | 1.7                          | 0.6                          | 0.4                          | 0.5                          | 1.5                          | 3.0                          | 5.0                          | 7.1                          | 49.5                         |
| المصدر: NOAA                        |                              |                              |                              |                              |                              |                              |                              |                              |                              |                              |                              |                              |                              |